# PHPDoc
PHPDoc es una adaptación de javadoc para php que define un estándar oficial para comentar código php. 

## Principales ventajas
PHPDoc ofrece tres ventajas principales:
- Hace comentarios que pueda leerse en un método estándar para animar a los programadores a definir y comentar los aspectos del código que normalmente se ignoran.

- Permite que los generadores de documentos externos como phpDocumentor puedan crear la documentación API en buen formato y fácil de entender.

- Permite que algunos IDEs como Zend Studio, NetBeans, Aptana Studio y PhpStorm interpreten los tipos de variables y otras ambigüedades en el lenguaje de programación.